# Pratapa
Pratapa là một chi bướm ngày thuộc họ Lycaenidae.

## Hình ảnh

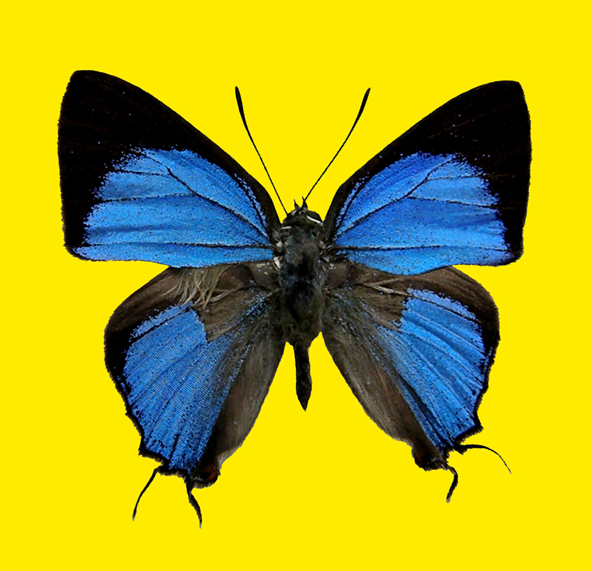